# اندانسترون
اُندانسترون (به انگلیسی: Ondansetron) که با نام تجاری زوفران (به انگلیسی: Zofran) فروخته می‌شود، دارویی است که برای درمان حالت تهوع و استفراغ ناشی از شیمی‌درمانی، پرتودرمانی یا جراحی استفاده می‌شود. از این دارو، همچنین برای درمان التهاب معده‌ای روده‌ای استفاده می‌شود. اندانسترون در درمان استفراغ ناشی از حرکت مؤثر نیست. این دارو به‌صورت خوراکی، تزریق به‌درون ماهیچه یا ورید، استفاده می‌شود.
اثرات جانبی متداول اندانسترون عبارت‌اند از: یبوست، سردرد، بی‌خوابی و خارش. از اثرات شدید ناشی از مصرف آن، می‌توان به آنافیلاکسی و سندرم کیوتی اشاره کرد. مصرف این دارو در دوران بارداری ایمن به‌نظر می‌رسد اما هنوز مطالعه جامعی در این زمینه به انجام نرسیده‌است.
اندانسترون در سال ۱۹۸۴ ثبت اختراع شد و در سال ۱۹۹۰ مصرف آن تایید شد. سازمان بهداشت جهانی اندانسترون را در دسته داروهای ضروری قرار داده‌است. در سال ۲۰۱۷، این دارو، با بیش از نه میلیون نسخه تجویز، رتبه ۸۳ام در فهرست پرمصرف‌ترین داروهای تجویز شده در ایالات متحده آمریکا را کسب کرد.

## مکانیسم اثر
اندانسترون اثرات ضد استفراغ خود را، با اثرات آنتاگونیستی گیرنده‎های سروتونین، در انتهای اعصاب واگ (عصب واگ) و گیرنده‌های مرکزی آن در مرکز استفراغ اعمال می‌کند و بدین طریق با مهار کردن رفلکس استفراغ، از تهوع و استفراغ جلوگیری می‌کند.
- نکته از فارماکولوژی کاتزونگ : داروی گرانی سترون هم، مانند اندانسترون عمل می‌کند.

## موارد مصرف
- پیشگیری از تهوع و استفراغ ناشی از شروع و تکرار دوره‌های شیمی درمانی کانسر، به خصوص همراه با سیس پلاتین
- پیشگیری از بروز تهوع و استفراغ ناشی از رادیاسیون درمانی
- پیشگیری از بروز تهوع و استفراغ بعد از عمل جراحی

## طریقه مصرف
- جهت پیشگیری از تهوع و استفراغ ناشی از شروع و تکرار دوره‌های شیمی درمانی، به خصوص همراه با سیس پلاتین:

دربالغین و کودکان بزرگتر از ۴ سال : ۳۰ دقیقه قبل از شروع شیمی درمانی، ۰٫۱۵ میلی گرم به ازای هر کیلوگرم وزن بدن، از راه وریدی و در خلال ۱۵ دقیقه انفوزیون می‌شود و سپس ۰٫۱۵ میلی گرم به ازای هر کیلوگرم وزن بدن، ۴ و ۸ ساعت بعد از دوز اول تجویز می‌شود. همچنین می‌توان دارو را به صورت دوز واحد و به میزان، ۳۲ میلی گرم، ۳۰ دقیقه قبل از شیمی درمانی تجویز نمود.
روش دیگر: در بالغین و کودکان بزرگتر از ۱۲ سال : ۸ میلی گرم از راه خوراکی دو بار در روز تجویز می‌شود . دارو باید ۳۰ دقیقه قبل از شروع شیمی درمانی و سپس ۸ ساعت بعد از دوز اول تکرار شود و سپس ۸ میلی گرم هر ۱۲ ساعت تا دو روز بعد از اتمام شیمی درمانی تجویز می‌شود.
در کودکان سنین ۴ تا ۱۲ سال : ۴ میلی گرم از راه خوراکی، سه بار در روز تجویز می‌شود. ترتیب تجویز دارو، مشابه بالغین است.
- جهت پیشگیری از بروز تهوع و استفراغ ناشی از رادیاسیون:

دربالغین : ۸ میلی گرم، از راه خوراکی، سه بار در روز تجویز می‌شود.
- جهت پیشگیری از بروز تهوع و استفراغ بعد از عمل:

در بالغین : ۱۶ میلی گرم، از راه خوراکی یک ساعت قبل از بیهوشی یا ۴ میلی گرم از راه وریدی بلافاصله قبل بیهوشی یا به فاصله کوتاهی بعد از عمل تجویز می‌شود.

## موارد منع مصرف
- حساسیت مفرط نسبت به دارو .

نکته: در نارسایی کبد باید اندانسترون را، با احتیاط تجویز کرد.

## تداخلات دارویی
- داروهایی که سیستم آنزیمی سیتوکروم را تحریک یا مهار می‌نمایند، باعث تغییر کلیرانس و نیمه عمر این دارو می‌شوند ولی در این موارد نیازی به تنظیم دوزاژ وجود ندارد.

## عوارض جانبی
- در دستگاه اعصاب مرکزی: سردرد، ضعف، خستگی، سرگیجه،
- در پوست: بثورات جلدی
- در دستگاه گوارش: اسهال، یبوست، درد شکم، گزرواستومیا خشکی دهان،
- در کبد: افزایش گذرای ترانس آمینازهای کبدی
- در سایر دستگاهها : دردهای عضلانی-استخوانی، لرز، احتباس ادراری، درد قفسه سینه، تب، هیپوکسی